# انفجارهای کارخانه شیمیایی جیلین ۲۰۰۵

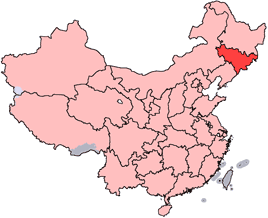
موقعیت جغرافیایی استان جیلین در کشور چین

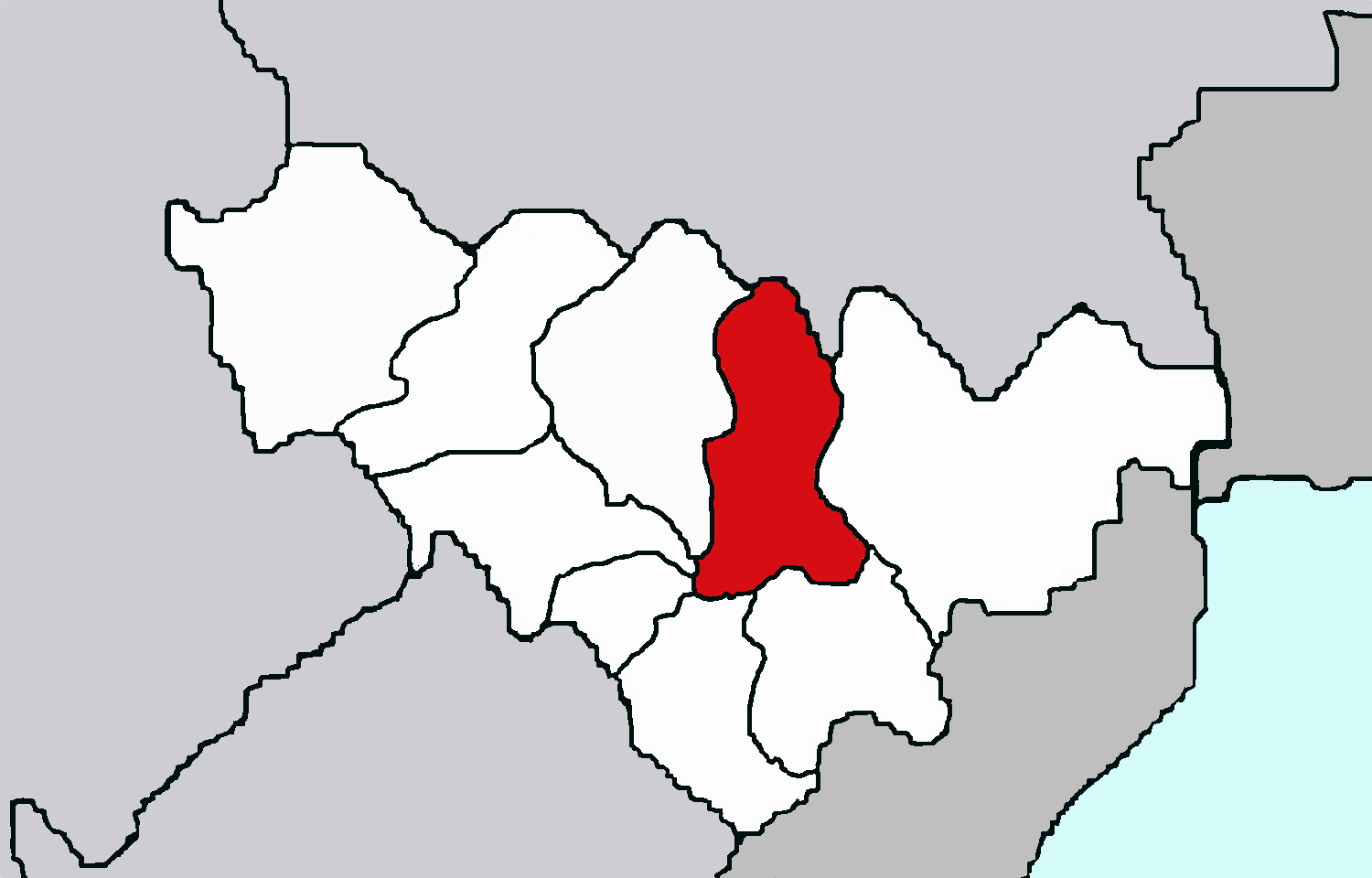
شهر جیلین.

انفجارهای کارخانه شیمیایی جیلین، مجموعه‌ای از انفجارها بودند که در ۱۳ نوامبر ۲۰۰۵، در کارخانه پتروشیمی شماره ۱۰۲ در جی‌لین (شهر)، استان جی‌لین، چین، به مدت یک ساعت رخ دادند. این انفجارها شش کشته، ده‌ها زخمی و باعث تخلیه ده‌ها هزار نفر از ساکنان شد.

## انفجارها
علت انفجارها در ابتدا دو روز پس از انفجار مشخص شد: محل حادثه یک واحد نیتراسیون برای تجهیزات آنیلین است. برج T-102 گیر کرده بود و به درستی مدیریت نشده بود. انفجارها چنان قدرتمند بودند که شیشه‌های پنجره‌ها را حداقل تا شعاع ۱۰۰ تا ۲۰۰ متری شکستند؛ حداقل ۷۰ نفر زخمی و شش نفر کشته شدند. آتش‌سوزی‌ها سرانجام صبح زود ۱۴ نوامبر خاموش شدند. بیش از ۱۰٬۰۰۰ نفر از جمله ساکنان محلی و دانشجویان پردیس شمالی دانشگاه بیهوا و مؤسسه فناوری شیمیایی جیلین، از ترس انفجارهای بیشتر و آلودگی با مواد شیمیایی مضر، از منطقه تخلیه شدند. شرکت ملی نفت شرکت ملی نفت چین که مالک شرکت پتروشیمی جیلین، شرکت مسئول کارخانه، است، از مقامات ارشد خواست تا علت این حوادث را بررسی کنند. تصور نمی‌شد که این انفجارها مربوط به تروریسم باشند و این شرکت در یک کنفرانس مطبوعاتی اعلام کرد که این انفجارها در نتیجه انسداد شیمیایی که برطرف نشده بود، رخ داده است.
شهرداری از هتل‌ها و رستوران‌های شهر خواسته است تا برای افراد تخلیه‌شده اتاق فراهم کنند. شرکت‌های تاکسیرانی نیز در تخلیه کمک کردند.

## آلودگی آب

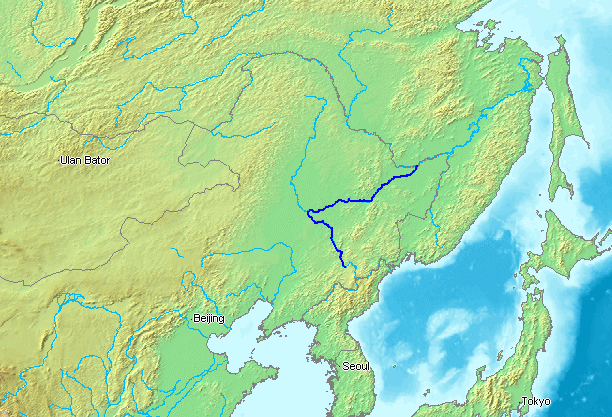
سونگ‌هوا.

این انفجار رودخانه سونگهوا را به شدت آلوده کرد و تخمین زده می‌شود که ۱۰۰ تن آلاینده حاوی بنزن و نیتروبنزن وارد رودخانه شده است. قرار گرفتن در معرض بنزن تعداد گلبول‌های قرمز خون را کاهش می‌دهد و با سرطان خون مرتبط است.
یک لکه سمی به طول ۸۰ کیلومتر در رودخانه آمور جریان یافت و سطح بنزن ثبت شده در آن در مقطعی ۱۰۸ برابر بالاتر از سطوح ایمنی ملی بود. این لکه نفتی ابتدا از روی رودخانه سونگهوا عبور کرد و از چندین شهرستان و شهر استان جیلین، از جمله سونگ‌یوان، گذشت؛ سپس وارد استان هیلونگ‌جیانگ شد و هاربین، مرکز استان هیلونگ‌جیانگ و یکی از بزرگ‌ترین شهرهای چین، یکی از اولین مکان‌هایی بود که تحت تأثیر قرار گرفت. این لکه پس از عبور از نیمه شرقی هیلونگ‌جیانگ، از جمله شهر جیاموسی، در دهانه سونگ‌هوا در مرز بین چین و روسیه به رودخانه آمور می‌پیوندد. این مسیر از کنار استان خودمختار یهودی در روسیه عبور کرد، سپس وارد منطقه خاباروفسک در خاور دور روسیه شد و با عبور از شهرهای خاباروفسک و کامسامولسک بر آمور، به تنگه تارتاریا، که خود پلی بین دریای اوخوتسک و بخش‌هایی از دریای ژاپن در اقیانوس آرام است، رسید.

### استان جیلین
در ۱۳ نوامبر، یک تصفیه‌خانه آب در شهر جیلین، استان جیلین، تعطیل شد. چندین نیروگاه برق آبی در بخش بالایی رودخانه سونگهوا شروع به افزایش دبی تخلیه خود کردند. در ۱۵ نوامبر، سونگ‌یوان، استان جی‌لین، استفاده از آب رودخانه سونگ‌هوا را متوقف کرد. تا ۱۸ نوامبر، آب‌رسانی در سونگ‌یوان، جیلین، تا حدی قطع شد. منابع آب در سونگ‌یوان، جی‌لین، در ۲۳ نوامبر دوباره وصل شد.

### استان هیلونگجیانگ
هاربین، پایتخت استان هیلونگ‌جیانگ، با نزدیک به ده میلیون نفر جمعیت شهری، یکی از بزرگ‌ترین شهرهای چین است. همچنین برای تأمین آب خود به رودخانه سونگهوا وابسته است.
در ۲۱ نوامبر، دولت شهر هاربین اعلام کرد که منابع آب از ظهر ۲۲ نوامبر به مدت چهار روز برای تعمیرات قطع خواهد شد. برخی از ساکنان هاربین شکایت کرده‌اند که آب برخی از نقاط شهر خیلی زودتر از زمان اعلام شده قطع شده است. این شهر همچنین دستور تعطیلی تمام حمام‌ها و کارواش‌ها را صادر کرد. همزمان با اعلام این خبر مبهم، شایعاتی در مورد علت احتمالی قطعی آب منتشر شد، برخی از آنها از وقوع قریب‌الوقوع زلزله خبر دادند (که باعث شد برخی از مردم در فضای باز چادر بزنند) و برخی دیگر ادعا کردند که تروریست‌ها منبع آب شهر را مسموم کرده‌اند. خبر قطعی برق باعث وحشت مردم و خرید آب، نوشیدنی و مواد غذایی در سوپرمارکت‌های شهر شد، در حالی که بلیط قطار و پروازهای خروجی از این منطقه خیلی زود تمام شد. در همین حال، ماهی‌های مرده در امتداد سواحل سونگهوا در بالادست هاربین ظاهر می‌شدند و این امر ترس ساکنان هاربین را بیشتر می‌کرد.
بعداً در همان روز، فرمانداری شهر اطلاعیه دیگری صادر کرد و این بار صراحتاً انفجارهای جیلین را دلیل قطعی برق ذکر کرد. تعطیلی چهار روزه به نیمه شب ۲۴ نوامبر موکول شد. از ۹ صبح تا ۸ بعد از ظهر روز ۲۳ نوامبر، شهر به‌طور موقت آبرسانی را برقرار کرد تا ساکنان بتوانند آب ذخیره کنند، زیرا هنوز لکه هنوز به شهر نرسیده بود. بعدازظهر همان روز، مدارس هاربین به مدت یک هفته تعطیل شدند. همچنین در ۲۳ نوامبر، ساکنان هاربین شروع به دریافت آب از کامیون‌های آتش‌نشانی کردند و تخلیه داوطلبانه را آغاز کردند.
خودِ لکه قبل از طلوع آفتاب ۲۴ نوامبر به هاربین رسید. در آن روز، سطح نیتروبنزن در هاربین ۱۶٫۸۷ برابر بالاتر از سطح ایمنی ملی ثبت شد، در حالی که سطح بنزن در حال افزایش بود، اما هنوز از سطح ایمنی ملی فراتر نرفته بود. سطح نیتروبنزن در ۲۵ نوامبر دو برابر شد (۰٫۵۸۰۵) میلی‌گرم در لیتر)، ۳۳٫۱۵ برابر سطح ایمنی ملی، و شروع به کاهش کرد. سطح بنزن همچنان پایین‌تر از سطح ایمنی ملی باقی ماند. همزمان، دنباله این سیلاب از ژائویوان، داچینگ و هیلونگ‌جیانگ عبور کرد. ون جیابائو، نخست‌وزیر شورای دولتی، در ۲۶ نوامبر از هاربین بازدید کرد تا وضعیت فعلی، از جمله وضعیت آلودگی آب و تأمین آب را بررسی کند.
در واکنش به این بحران، کامیون‌ها ده‌ها هزار تن آب از شهرهای اطراف و هزاران تن کربن فعال را از سراسر کشور به هاربین منتقل کردند. دولت هاربین همچنین دستور داد قیمت آب آشامیدنی در سطح ۲۰ نوامبر ثابت بماند تا با گران‌فروشی مقابله شود. علاوه بر این، هاربین در حال حفر نود و پنج حلقه چاه عمیق دیگر است تا ۹۱۸ حلقه چاه عمیق موجود در شهر را تکمیل کند. پانزده بیمارستان برای رسیدگی به مصدومان احتمالی مسمومیت در حالت آماده‌باش قرار گرفتند.
هاربین تنها شهری نبود که تحت تأثیر قرار گرفت. این لکه از شهر جیاموسی عبور کرد، که با این حال، بیشتر به منابع آب زیرزمینی متکی است و بنابراین باعث قطع منابع آب نشد. با این وجود، در ماه دسامبر در تاریخ ۲، جیاموسی شعبه شماره ۲ خود را تعطیل کرد. کارخانه آب شماره ۷ که حدود ۷۰ درصد از آب شهر را تأمین می‌کند، نیمی از جمعیت جزیره لیوشو را تخلیه کرد.
گزارش شده است که ورود چندین شاخه رودخانه به سونگهوا، مانند رودخانه هولان و رودخانه مودان، باعث رقیق شدن این لکه شده است.
آبرسانی در هاربین عصر روز ۲۷ نوامبر از سر گرفته شد.

### سرزمین خاباروفسک
این لکه نفتی در ۱۶ دسامبر به رودخانه آمور رسید، و چهار تا پنج روز بعد به شهر خاباروفسک روسیه رسید. در حالت آماده‌باش، یک خط ارتباطی ویژه بین سازمان‌های چینی و روسی برقرار شده بود و چین مواد لازم برای آزمایش و تصفیه آب، از جمله ۱۰۰۰ تن کربن فعال، را به روسیه پیشنهاد داده بود. خاباروفسک قصد داشت در «شرایط بحرانی» آب خود را قطع کند که باعث شد ساکنان آب ذخیره کنند.

## آلودگی دریایی
پس از خروج از رودخانه آمور، آلاینده‌ها وارد تنگه تارتاریا و سپس دریای اختسک و دریای ژاپن شدند که ژاپن، کره و روسیه خاور دور در سواحل آن قرار دارند.

## اختلاف سیاسی
شی ژنهوا، وزیر اداره حفاظت از محیط زیست چین، استعفا داد و ژو شنگشیان، مدیر سابق اداره جنگلداری کشور، جانشین او شد.

## انتقاد
مطبوعات چین از واکنش مقامات به این فاجعه انتقاد کردند. شرکت پتروشیمی جیلین، که کارخانه‌ای را که دچار انفجار شده بود اداره می‌کند، در ابتدا هرگونه نشت آلاینده‌ای را که در اثر انفجار به رودخانه سونگهوا نشت کرده بود، رد کرد و گفت که فقط آب و کربن دی‌اکسید تولید کرده است. رسانه‌ها بیشتر بر هاربین تمرکز کرده‌اند و تقریباً هیچ اطلاعاتی در مورد تأثیر این لکه بر شهرها و شهرستان‌های استان جیلین ندارند. هیلونگ‌جیانگ یک هفته کامل پس از وقوع انفجارها به بحران واکنش نشان داد - در اطلاعیه اولیه آنها، قطعی قریب‌الوقوع برق به «تعمیر و نگهداری» نسبت داده شد و فقط یک روز قبل اطلاع داده شد؛ این دومین اطلاعیه در روز بعد بود که دلیل قطعی برق را روشن کرد و قطعی برق را به تعویق انداخت. در پاسخ، جیائو ژنگ‌ژونگ، معاون استاندار جیلین و ژنگ یوکانگ، معاون مدیر کل شرکت ملی نفت چین، از هاربین بازدید کرده و عذرخواهی خود را از این شهر ابراز کردند. در ۶ دسامبر، وانگ وی، معاون شهردار جیلین، در خانه‌اش مرده پیدا شد. این اقدام پس از آن صورت گرفت که دولت چین تهدید کرد هر کسی را که شدت حادثه را پنهان کرده باشد، به شدت مجازات خواهد کرد. این تهدید فقط در مورد انفجار اولیه صدق می‌کرد و شامل لاپوشانی گسترده لکه بنزن نمی‌شد.